# Heteromys oresterus
Heteromys oresterus är en däggdjursart som beskrevs av Harris 1932. Heteromys oresterus ingår i släktet Heteromys och familjen påsmöss. IUCN kategoriserar arten globalt som livskraftig. Inga underarter finns listade i Catalogue of Life.
Denna gnagare lever i en bergstrakt i centrala Costa Rica. Regionen ligger 1800 till 2600 meter över havet. Habitatet utgörs av lövskogar.
Arten är med en kroppslängd (huvud och bål) av 136 till 182 mm, en svanslängd av 162 till 194 mm och en vikt av 64 till 98 g en större medlem i släktet Heteromys. Den har 39 till 41 mm långa bakfötter och 14 till 22 mm långa öron. Ovansidan är täckt av svartgrå päls med några bruna till ljusbruna hår inblandade. På kroppssidorna ökar antalet bruna hår och undersidan samt fötterna är täckta av vit päls. Dessutom har öronen en svart färg med vita kanter. Även svansen är uppdelad i en mörk ovansida och en vit undersida. I pälsen på ovansidan förekommer några styva hår men inte lika styv som hos andra släktmedlemmar. Öronens vita kanter är dessutom unika.
Enligt ett fåtal studier äter Heteromys oresterus främst frön. Honor föder tre till fem ungar per kull.